# Macromia chaiyaphumensis
Macromia chaiyaphumensis là loài chuồn chuồn trong họ Macromiidae. Loài này được Hämäläinen mô tả khoa học đầu tiên năm 1985.